# Ryczewo (gromada)
Ryczewo – dawna gromada, czyli najmniejsza jednostka podziału terytorialnego Polskiej Rzeczypospolitej Ludowej w latach 1954–1972.
Gromady, z gromadzkimi radami narodowymi (GRN) jako organami władzy najniższego stopnia na wsi, funkcjonowały od reformy reorganizującej administrację wiejską przeprowadzonej jesienią 1954 do momentu ich zniesienia z dniem 1 stycznia 1973, tym samym wypierając organizację gminną w latach 1954–1972.
Gromadę Ryczewo z siedzibą GRN w Ryczewie (obecnie w granicach Słupska) utworzono – jako jedną z 8759 gromad na obszarze Polski – w powiecie słupskim w woj. koszalińskim na mocy uchwały nr 43/54 WRN w Koszalinie z dnia 5 października 1954. W skład jednostki weszły obszary dotychczasowych gromad Ryczewo, Siemianice, Jezierzyce, Grąsino i Rędzikowo ze zniesionej gminy Ryczewo oraz miejscowości Swochowo i Żydzino z dotychczasowych gromady Lubuczewo i Bukówka ze zniesionej gminy Lubuczewo w tymże powiecie. Dla gromady ustalono 20 członków gromadzkiej rady narodowej.
Gromadę zniesiono 31 grudnia 1961, a jej obszar włączono do nowo utworzonej gromady Słupsk w tymże powiecie, oprócz samej wsi Ryczewo, którą włączono do miastach na prawach powiatu Słupska  w tymże województwie.